# ガルフストリーム V

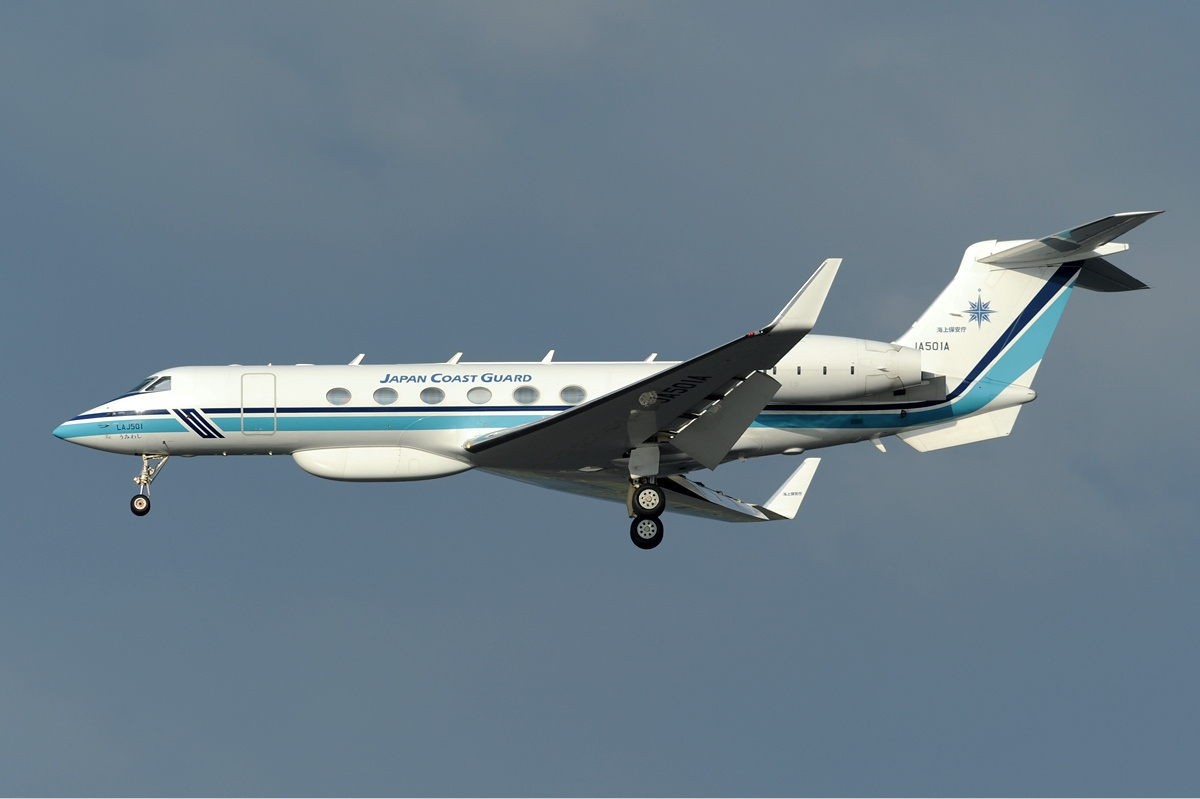
海上保安庁のガルフストリーム V「うみわし」

ガルフストリーム V（Gulfstream V）は、ガルフストリーム・エアロスペースが開発・製造しているビジネスジェット機。初飛行は1995年。生産機数は190機以上。

## 概要
前作ガルフストリーム IVの全面的な改良・拡大型である。1992年から開発が開始され、1995年11月28日に初飛行した。胴体の基本構造は同じであるが、全長、主翼構造とも見直され、拡大されている。基本形状は変わらず、主翼は低翼配置の後退翼であり、主翼端にはウィングレットがある。エンジンは胴体後部左右に1基ずつ設置され、T字尾翼を有する。
航続性能は非常に優秀であり、最大航続距離は10,000km以上に達する。そのため、交代乗員用の設備も備えている。
優秀な航続性能のため、民間向けVIP輸送機としてのみならず、政府機関においても重用され、アメリカ合衆国ではC-37Aとして陸海空海兵4軍のみならずアメリカ沿岸警備隊やFEMAなどでもVIP輸送機として運用されている。日本の海上保安庁では3機を採用し、捜索機「うみわし」として用いられている。

## 採用国(軍/政府機関)
- ギリシャ - 2024年時点で、ギリシャ空軍が1機のガルフストリームVを保有[3]。
- イスラエル
- 日本
- クウェート
- モロッコ - 2024年時点で、モロッコ空軍が1機のガルフストリームV-SPを保有[4]。
- サウジアラビア
- アメリカ合衆国

## 要目
- 全長：29.4m
- 全幅：28.5m
- 全高：7.87m
- 自重：21t
- エンジン：ロールス・ロイス BR710 ターボファンエンジン（推力6.7t）2基
- 巡航速度：904km/h
- 最大航続距離：10,742km
- 乗員：2名
- 乗客：最大19名（仕様により異なる）

## 登場作品
『BRAVE HEARTS 海猿』
海上保安庁所属機「LAJ501 うみわし2号」が登場。大阪湾でタンカーとコンテナ船が衝突する海難事故が発生したことを受け、現場近くの航空基地まで特殊救難隊を輸送する。